# Isara (woreda)
Pour les articles homonymes, voir Isara.
Isara (aussi écrit Esara ou Esira) est un woreda de la zone Dawro de la région Éthiopie du Sud-Ouest. Il reprend une partie de l'ancien woreda Isara Tocha.